# Andrzej Zebrzydowski

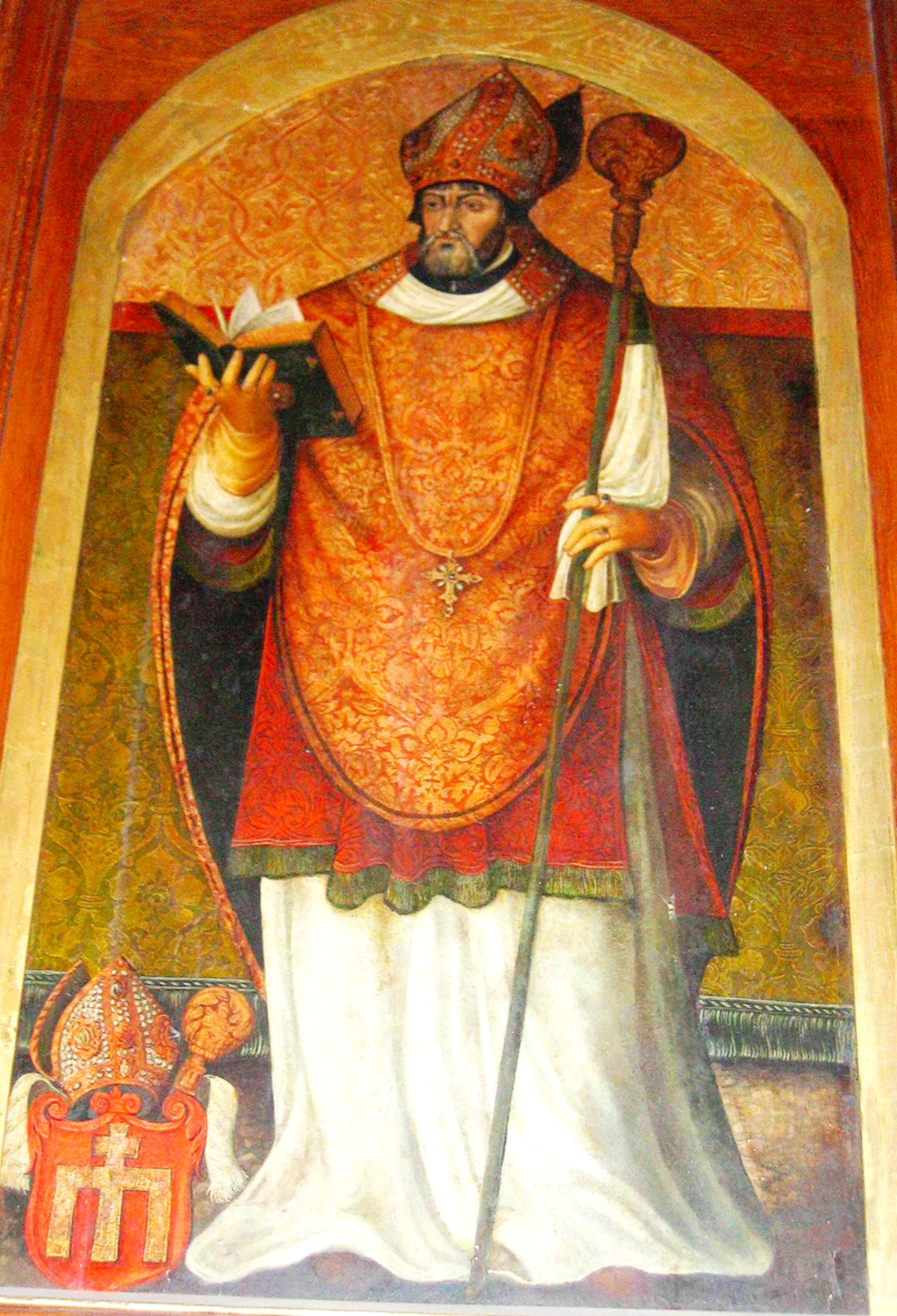
Portrait im Krakauer Franziskanerkloster

Andrzej Zebrzydowski (* 1496 in Więcbork, Polen-Litauen; † 23. Mai 1560 in Września, ebenda) war von 1543 bis 1545 Bischof von Kamieniec, von 1545 bis 1546 Bischof von Kulm, von 1546 bis 1551 Bischof von Kujawien und von 1551 bis 1560 Bischof von Krakau. Er war Sekretär des Königs Sigismund des Alten und Kaplan der Königin Bona Sforza sowie Berater deren Sohns König Sigismund August. In seiner Jugend studierte er bei Erasmus von Rotterdam in Basel. Daneben studierte er auch in Krakau, Paris und Padua. Während seiner Amtszeit wandte sich der polnische Adel verstärkt dem Calvinismus und das Bürgertum dem Luthertum zu, was ihn dazu veranlasste, seinen Bischofssitz 1558 zu verlassen.